# Karl Friedrich von Schröder
Karl Friedrich Freiherr von Schröder (* um 1725 in Berlin; † 22. Mai 1809 in Wien) war k.k. Feldmarschallleutnant, General-Verpflegungsinspektor und Inhaber des Infanterie-Regiments No.7.

## Familie
Mehrere Mitglieder der Familie Schröder gingen in kaiserliche Dienste. Zwei seiner Brüder Wilhelm und Gottfried stiegen ebenfalls zu höchsten Rängen auf.

## Leben
Wann Karl genau in kaiserliche Dienste ging, ist nicht bekannt. Er war Hauptmann beim Infanterie-Regiment No. 26 (Puebla). Er wurde 1757 zum Major und 1759 zum Oberstleutnant befördert. Am Ende des Siebenjährigen Krieges wurde er 1763 zum Oberst ernannt. 1768 kam er als Kommandeur in das Artillerie-Fußregiment (1772 aufgelöst). Er führte 1769 Experimente mit Spanischen Reitern aus, die besonders mobil waren. 1770 stellte er im Manöver bei Prag sein System vor.
Am 8. Mai 1772 wurde er mit Rang vom 1. Juli 1770 zum Generalmajor ernannt und kam im gleichen Jahr zur Prager Bekleidungskommssion (Monturs-Commission). Am 15. Mai 1784 wurde er mit Rang vom 9. Mai 1784 zum Feldmarschallleutnant befördert, außerdem zum Inhaber des Infanterie-Regiments No. 7 ernannt. 1787 wurde er Direktor des Militär-Fuhrwesenkorps und zugleich General-Verpflegsinspektor. 1795 wurde Schröder pensioniert und die Direktion des Fuhrwesens kam an den Hofkriegsrat.
In der Oesterreichischen Biedermannskronik wird er als „wahrer Kriegsmann“ mit „viel Staatskenntnis“ beschrieben.